# پیز دا لا کراپا
پیز دا لا کراپا (به لاتین: Piz da la Crappa) یک کوه در سوئیس است که در کانتون گراوبوندن واقع شده‌است. پیز دا لا کراپا ۳٬۱۲۲ متر بالاتر از سطح دریا واقع شده‌است. در شرق این کوه، پارک ملی سوئیس قرار دارد.